# Neocaudites scottae
Neocaudites scottae is een mosselkreeftjessoort uit de familie van de Hemicytheridae. De wetenschappelijke naam van de soort is voor het eerst geldig gepubliceerd in 1975 door Teeter.